# 1982
- Wikisource

| Calendário gregoriano                                                        | 1982 MCMLXXXII                      |
| Ab urbe condita                                                              | 2735                                |
| Calendário arménio                                                           | 1432 – 1433                         |
| Calendário bahá'í                                                            | 138 – 139                           |
| Calendário budista                                                           | 2526                                |
| Calendário chinês                                                            | 4678 – 4679 Início a 25 de janeiro  |
| Calendário copta                                                             | 1698 – 1699                         |
| Calendário etíope                                                            | 1974 – 1975                         |
| Calendários hindus - Vikram Samvat - Calendário nacional indiano - Cáli Iuga | 2037 – 2038 1903 – 1904 5082 – 5083 |
| Calendário Holoceno                                                          | 11982                               |
| Calendário islâmico                                                          | 1403 – 1404                         |
| Calendário judaico                                                           | 5742 – 5743 Início a 18 de setembro |
| Calendário persa                                                             | 1360 – 1361 Início a 21 de março    |
| Calendário rúnico                                                            | 2232                                |
| Calendário solar tailandês                                                   | 2525                                |

1982 (MCMLXXXII, na numeração romana) foi um ano comum do século XX que começou numa sexta-feira, segundo o calendário gregoriano. A sua letra dominical foi C. A terça-feira de Carnaval ocorreu a 23 de fevereiro e o domingo de Páscoa a 11 de abril. Segundo o horóscopo chinês, foi o ano do Cão, começando a 25 de janeiro.

| Evento                                                   | Data            | Hora  |
| -------------------------------------------------------- | --------------- | ----- |
| Aquário                                                  | 20 de janeiro   | 09:31 |
| Peixes                                                   | 18 de fevereiro | 23:47 |
| primavera no hemisfério norte e outono no hemisfério sul |                 |       |
| Carneiro/equinócio                                       | 20 de março     | 22:56 |
| Touro                                                    | 20 de abril     | 10:08 |
| Gémeos                                                   | 21 de maio      | 09:23 |
| verão no hemisfério norte e inverno no hemisfério Sul    |                 |       |
| Caranguejo/solstício                                     | 21 de junho     | 17:24 |
| Leão                                                     | 23 de julho     | 04:16 |
| Virgem                                                   | 23 de agosto    | 11:16 |
| Outono no Hemisfério Norte e Primavera no Hemisfério Sul |                 |       |
| Balança/equinócio                                        | 23 de setembro  | 08:47 |
| Escorpião                                                | 23 de outubro   | 17:58 |
| Sagitário                                                | 22 de novembro  | 15:24 |
| inverno no hemisfério norte e verão no hemisfério sul    |                 |       |
| Capricórnio/solstício                                    | 22 de dezembro  | 04:39 |

| UTC: Portugal Continental, Madeira, Guiné-Bissau e São Tomé e Príncipe Subtrair (-): 1 h nos Açores e Cabo Verde 2 h nas Ilhas oceânicas brasileiras 3 h em Brasília, em Goiás, na Amazônia Oriental Brasileira e no nordeste, sudeste e sul brasileiros 4 h na Amazônia Ocidental Brasileira, Mato Grosso e Mato Grosso do Sul 5 h no Acre e sudoeste do Amazonas Adicionar (+): 1 h em Angola e Guiné Equatorial 2 h em Moçambique 8 h em Macau 9 h em Timor-Leste. |
| Adicionar uma hora durante a vigência do horário de verão: Portugal Continental : De 28 de março a 26 de setembro de 1982 |

| Ano completo                       |
| ---------------------------------- |
| Ano comum com início à sexta-feira |

## Eventos
- Ano Internacional de Mobilização pelas Sanções à África do Sul, pela ONU.
- Belisario Betancur sucede Julio César Turbay Ayala na presidência da Colômbia.
- Felipe González torna-se presidente do governo de Espanha, substituindo Leopoldo Calvo Sotelo y Bustelo.
- Reynaldo Bignone substitui Leopoldo Galtieri na presidência da Argentina.
- Nasce uma série de bandas importantes no cenário do rock brasileiro, como Legião Urbana, Titãs e Capital Inicial.

### Janeiro
- 7 de janeiro - Fundação do Museu Afro-Brasileiro, em Salvador, Brasil.

### Fevereiro
1 de fevereiro - Lançamento do microprocessador Intel 80286.

### Abril
- 2 de abril - A Argentina invade as Ilhas Malvinas, dando início à Guerra das Malvinas.

### Junho
- 8 de junho - Tragédia do Voo VASP 168. A aeronave partiu de São Paulo com destino a Fortaleza, com 128 passageiros e 9 tripulantes a bordo, quando se chocou contra a Serra da Aratanha, na cidade de Pacatuba. Não houve sobreviventes.

- 25 de junho - O secretário de Estado Alexander Haig, do Governo norte-americano, demite-se. Sucedeu-lhe George Shultz.

### Julho
- 11 de julho - A Itália vence a Copa do Mundo FIFA de 1982 ao derrotar a Alemanha na final por 3 x 1.

### Outubro
- 1 de outubro - Helmut Kohl substitui Helmut Schmidt como Chanceler da Alemanha, Kohl foi também o chanceler da Alemanha que ficou mais tempo no cargo (16 anos), seu governo durou até 1998.

### Dezembro
- 26 de dezembro - Programa Antártico Brasileiro: O Brasil realizou sua primeira expedição oficial à Antártica com o navio quebra-gelo NApOc Barão de Tefé e o navio oceanográfico NOc. Prof. Wladimir Besnad. Os navios zarparam do porto de Rio Grande, Rio Grande do Sul.
- 28 de dezembro - Por exigência do FMI, Brasil corta subsídios ao petróleo e aumenta gasolina e gás.

## Nascimentos
- 9 de janeiro - Catherine, Duquesa de Cambridge, esposa do Príncipe William, Duque de Cambridge.
- 19 de janeiro - Angela Chang, cantora e atriz taiwanesa
- 29 de janeiro - Adam Lambert, cantor e compositor norte-americano
- 31 de janeiro - Bruno Nogueira, apresentador e comediante português.
- 7 de fevereiro - Eileen Stevens, dubladora, atriz e autora de áudio livros estadunidense.
- 10 de fevereiro - Justin Gatlin, velocista norte-americano.
- 8 de março - Marjorie Estiano, atriz e cantora brasileira.
- 22 de março - Daniel Erthal, ator brasileiro.
- 13 de abril - Bruno Gagliasso, ator brasileiro.
- 14 de abril - Paola Oliveira, atriz brasileira.
- 16 de abril - Gina Carano, atriz e modelo norte-americana.
- 17 de abril - Bruno Ferrari, ator (cinema, teatro e tv) brasileiro.
- 24 de abril - Kelly Clarkson, cantora.
- 30 de abril - Kirsten Dunst, atriz norte-americana e Andrew Seeley, ator e cantor canadense.
- 3 de maio - Danielle Deadwyler, atriz norte-americana.
- 11 de maio - Cory Monteith, ator e cantor canadense.
- 29 de maio - Ana Beatriz Barros, modelo brasileira.
- 21 de junho - Príncipe William de Gales, herdeiro da coroa britânica, filho de Lady Di com o Príncipe de Gales.
- 21 de junho - Elcio Coronato, apresentador de televisão brasileiro.
- 23 de junho - Marcos de Andrade Filho, escritor e professor brasileiro.
- 26 de junho - Glauber Braga, advogado e político brasileiro.
- 28 de junho - Grazi Massafera, modelo e atriz brasileira.
- 2 de julho - Fabiana Tambosi - modelo brasileira.
- 7 de julho - Marcelo Calero, político brasileiro.
- 19 de julho - Jared Padalecki, ator norte-americano.
- 25 de julho - Brad Renfro, ator norte-americano (m. 2008).
- 29 de julho - Allison Mack, atriz norte-americana.
- 30 de julho - Yvonne Strahovski, atriz australiana.
- 9 de agosto - Tyson Gay, velocista norte-americano.
- 10 de agosto - Devon Aoki, modelo e atriz norte-americana.
- 13 de agosto - Sebastian Stan, ator norte-americano.
- 3 de setembro - Leo Lins, humorista e ator brasileiro.
- 8 de setembro - Leandra Leal, atriz brasileira.
- 27 de setembro - MariMoon, apresentadora de televisão e estilista brasileira.
- 2 de outubro - Cleo Pires, atriz brasileira.
- 22 de outubro - Marisa Liz, cantora portuguesa.
- 22 de outubro - António M Cabrita, artista, coreógrafo, bailarino, português.
- 28 de outubro - Matt Smith, ator britânico.
- 29 de outubro - Lola Melnick, apresentadora e bailarina russa.
- 31 de outubro - Justin Chatwin, ator canadense.
- 23 de novembro - Asafa Powell, velocista jamaicano.
- 30 de novembro - Elisha Cuthbert, atriz canadense.
- 6 de dezembro - C.J. Thomason, ator norte-americano.
- 8 de dezembro - Nicki Minaj, cantora, compositora e atriz trinidadiana.
- 22 de dezembro - Alinne Moraes, atriz e modelo brasileira.
- 30 de dezembro - Kristin Kreuk, atriz canadense.

## Mortes
- 8 de janeiro - Reta Shaw, atriz estadunidense (n. 1912).
- 19 de janeiro - Elis Regina, cantora (n. 1945).
- 24 de janeiro - Alfredo Ovando Candia, presidente da Bolívia de 1965 a 1966, em 1966 e de 1969 a 1970 (n. 1918).
- 17 de fevereiro - Lee Strasberg, ator, diretor, produtor e professor de arte-dramática norte-americano, considerado o pai e maior difusor do famoso "Método", do Actor's Studio (n. 1901).
- 5 de março - John Belushi, comediante norte-americano, de uma overdose (n. 1949).
- 11 de março - Dom Gabriel Paulino Bueno Couto, Carmelita, bispo brasileiro (n. 1910).
- 19 de março - Randy Rhoads, guitarrista norte-americano (n. 1956).
- 8 de maio - Gilles Villeneuve, piloto canadense da Fórmula 1 (n. 1950).
- 8 de junho - Edson Queiroz, empresário cearense, fundador do Sistema Verdes Mares. (n. 1925)
- 10 de junho - Gala Éluard Dalí, mulher e musa de Salvador Dalí. (n. 1894).
- 14 de junho - Marjorie Bennett, atriz australiana (n. 1896).
- 23 de junho - Argemiro de Assis Brasil, militar brasileiro (n. 1907).
- 4 de julho - Terry Higgins, primeira pessoa britânica conhecida a morrer de AIDS (n. 1945).
- 14 de agosto - Patrick Magee, ator norte-irlandês (n. 1922).
- 29 de agosto - Ingrid Bergman, atriz sueca (n.1915)
- 1 de setembro - Isabel Cristina Mrad Campos, estudante brasileira declarada beata (n. 1962).
- 4 de setembro - Kristján Eldjárn, presidente da Islândia de 1968 a 1980 (n. 1916).
- 14 de setembro - Grace Kelly, atriz norte-americana e princesa do Mônaco (n. 1929).
- 14 de setembro - Bashir Gemayel, presidente-eleito do Líbano em 1982 (n. 1947).
- 4 de outubro - Ahmed Hassan al-Bakr, presidente do Iraque de 1968 a 1979 (n. 1914).
- 16 de outubro - Adriano Correia de Oliveira, fadista e cantor de intervenção português. (n. 1942)
- 10 de novembro - Leonid Brejnev, secretário geral do Partido Comunista da União Soviética (n. 1906).
- 23 de novembro - Adoniran Barbosa, músico, ator, radialista e humorista brasileiro (n. 1910).

## Prêmio Nobel
- Física - Kenneth G. Wilson.
- Química - Aaron Klug.
- Medicina - Sune K. Bergström, Bengt I. Samuelsson, John R. Vane.
- Literatura - Gabriel García Márquez.
- Paz - Alva Myrdal[1] e Alfonso García Robles.[1]
- Economia - George J. Stigler.

## Epacta e idade da Lua
| Epacta gregoriana | 7 (VII) |
| Idade da Lua      | Letra h |

## Por tema
- 1982 na arte
- 1982 no Brasil
- 1982 na ciência
- 1982 no cinema
- 1982 no desporto
- Divisões administrativas em 1982
- 1982 no jornalismo
- 1982 na literatura
- 1982 na música
- 1982 na política
- 1982 na rádio
- 1982 no teatro
- 1982 na televisão